# Université de Buckingham
L'université de Buckingham est une université privée anglaise située à Buckingham. La ville de Buckingham est située au nord-ouest de Londres, à une distance d'environ 74 kilomètres de Londres dans le comté de Buckinghamshire. Fondée en 1973, elle est la plus ancienne université privée du Royaume-Uni. À l'image des université d'Oxford et université de Cambridge, l'université de Buckingham est dotée de nombreux bâtiments disséminés dans toute la ville, ce qui en fait un pilier économique essentiel pour la ville de Buckingham. L'université de Buckingham a annoncé son retrait du campus de Crewe (Cheshire) d'ici la fin de 2026. Cette stratégie vise à renforcer encore davantage le caractère universitaire de la ville. Les activités d'enseignement au campus des sciences de la santé Apollo-Buckingham à Crewe seront déplacées à Buckingham sur le campus principal.

## Histoire

### Fondation
À la fin des années 1960, certains universitaires de l'université d'Oxford ont décidé de partir, se sentant désillusionnés ou méfiants envers certains aspects de son caractère distinctif, ses valeurs fondamentales et sa philosophie éducative. Le 27 mai 1967, le Times a publié une lettre de J. W. Paulley, un médecin universitaire et l'un des futurs fondateurs de l'université de Buckingham, où il partagea sa vision : « Le moment est-il venu d'examiner la possibilité de créer au moins une université dans ce pays sur le modèle des grandes fondations privées des États-Unis ? ». Trois conférences londoniennes vont ensuite contribuer à ouvrir le débat à l'échelle nationale et permettre d'approfondir cette idée.
L'université a été constituée en tant que « University College of Buckingham » en 1976 et a reçu sa charte royale en tant qu'université de la reine Elisabeth II en 1983. Depuis mai 2016, c'est la seule université privée du Royaume-Uni à posséder une charte royale .
L'université de Buckingham est étroitement liée à Margaret Thatcher, qui, en tant que secrétaire d'État à l'éducation, a supervisé la création du collège universitaire en 1973 et, en tant que Premier ministre du Royaume-Uni, a joué un rôle déterminant dans son élévation au rang d'université en 1983, créant ainsi la première université privée du Royaume-Uni depuis la création du Comité des subventions de l'université (Royaume-Uni) en 1919. Lorsqu'elle s'est retirée de la vie politique en 1992, Margaret Thatcher est devenue le deuxième chancelier, poste qu'elle a occupé jusqu'en 1998.

## Campus et localisation

### Campus de Buckingham
L'université de Buckingham possède de nombreux bâtiments dispersés dans la ville de Buckingham. La direction de l'université assume sa stratégie de création d'une véritable ville universitaire avec l'appui des décideurs politiques. L'université de Buckingham dispose de deux bibliothèques .

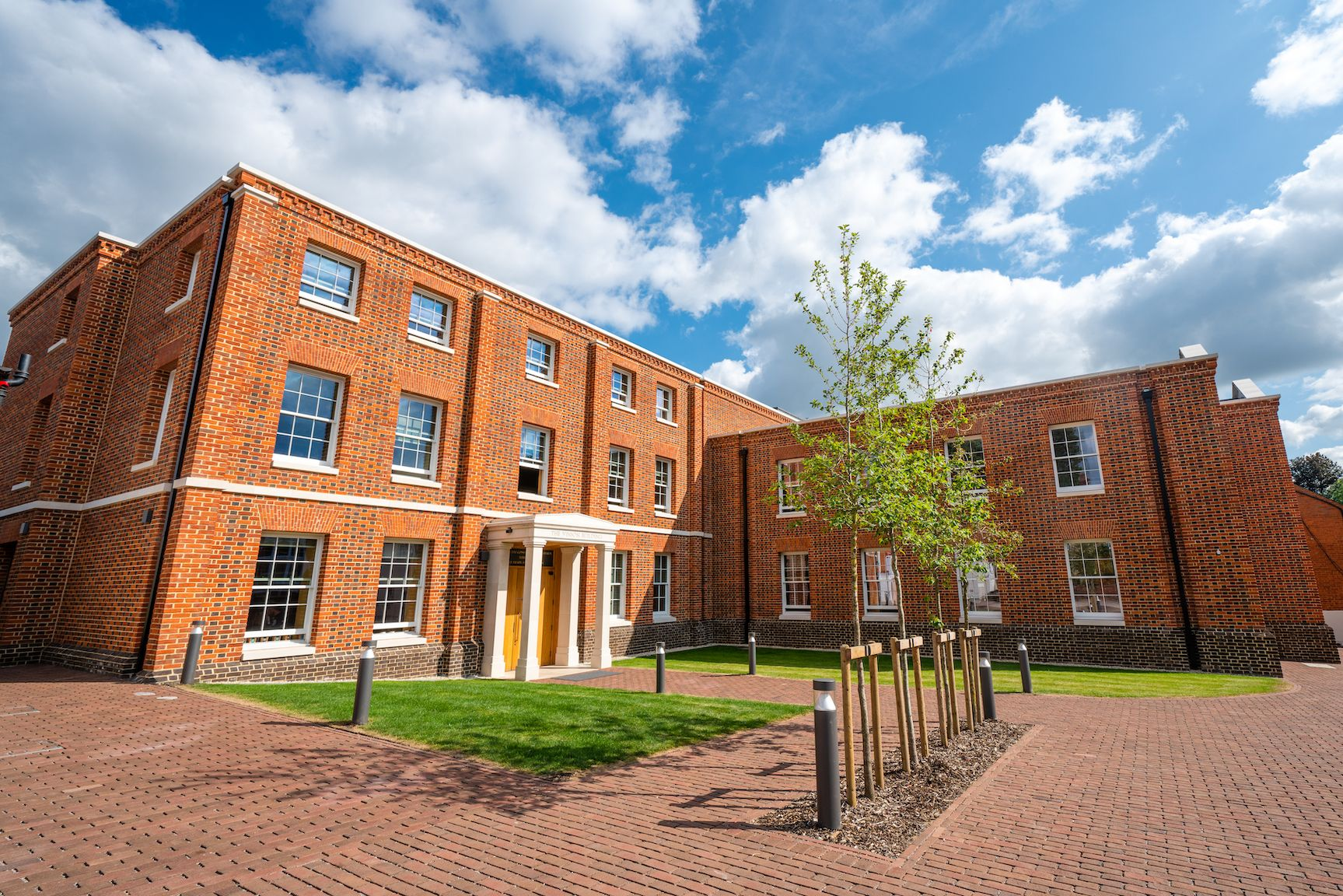
Le Vinson Building de l'université de Buckingham, inauguré en 2018.

- La bibliothèque franciscaine, un ancien couvent et école acquis en 1977 par l'université, a été converti en résidences, en bibliothèque, en laboratoires de langues et en salles de tutorat et de conférence.
- La bibliothèque contient tous les manuels de base et les livres de référence pour la médecine, le droit, la psychologie, les mathématiques et l'informatique. La bibliothèque Hunter Street possède les livres de référence pour les sciences commerciales, humaines et sociales.

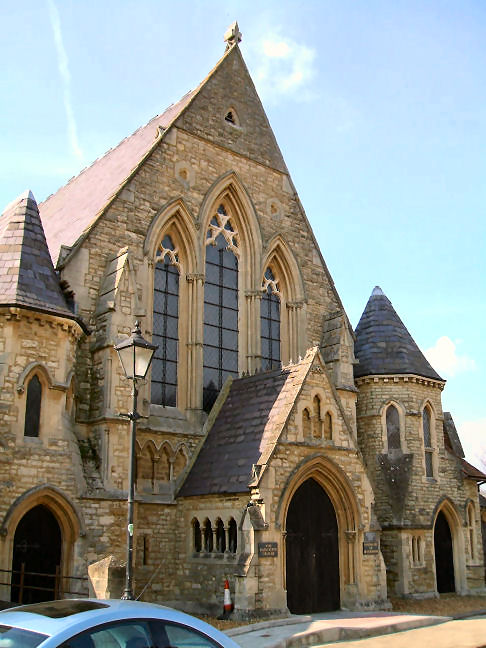
L'église de Rumwold of Buckingham dans le centre-ville de Buckingham fait aujourd'hui partie de l'université de Buckingham.

### Campus de Londres

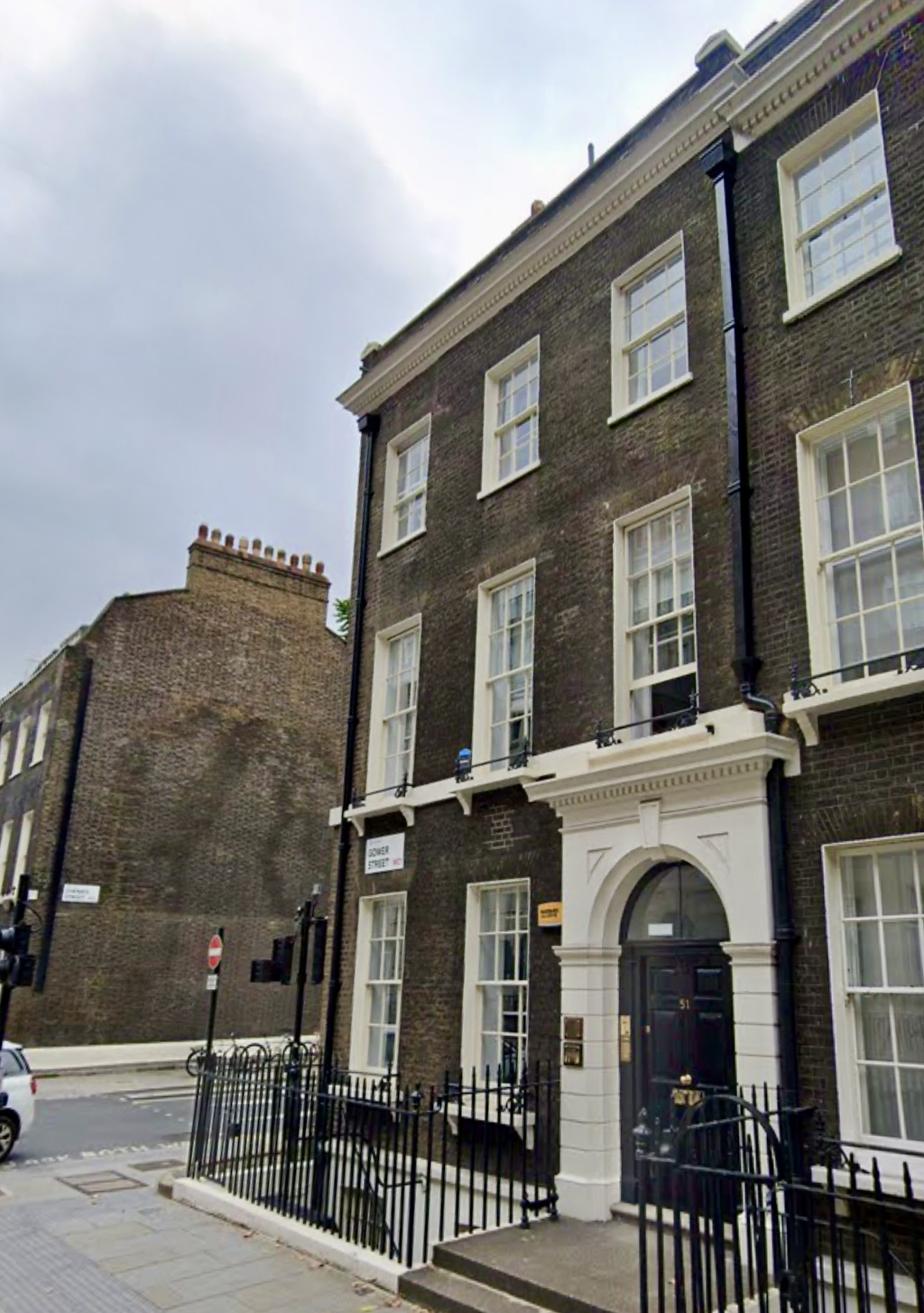
Campus de Londres de l'université de Buckingham situé au 51 Gower Street.

L'université de Buckingham possède un immeuble à Londres, situé à Gower Street (WC1E). Ce campus est réservé à l'Institut de recherche du département des sciences humaines de l'université de Buckingham. Le campus est mis à la disposition des étudiants pour leurs activités académiques 24/24, 7/7.
Le campus est desservi par plusieurs stations de métro à moins de 10 minutes à pieds :
- Euston Square, desservie par les lignes  Circle,  Metropolitan et  Hammersmith & City.
- Goodge Street (métro de Londres), desservie par la ligne  Northern.
- Warren Street (métro de Londres), desservie par les lignes  Northern et  Victoria.
- Tottenham Court Road (métro de Londres), desservie par les lignes  Central et  Northern.

### Cérémonie de remise de diplôme
La cérémonie de remise de diplôme se déroule à l'église Saint-Pierre et Saint-Paul de Buckingham, édifice datant du XVIIIe siècle appartenant à l'Église d'Angleterre. Tous les étudiants diplômés qui assistent à leur cérémonie doivent porter une robe universitaire, une capuche aux couleurs de leur spécialité et une toque académiques. La cérémonie de remise de diplôme occupe une place centrale dans la vie de l'université, c'est un moment formel où étudiants et professeurs se réunissent.

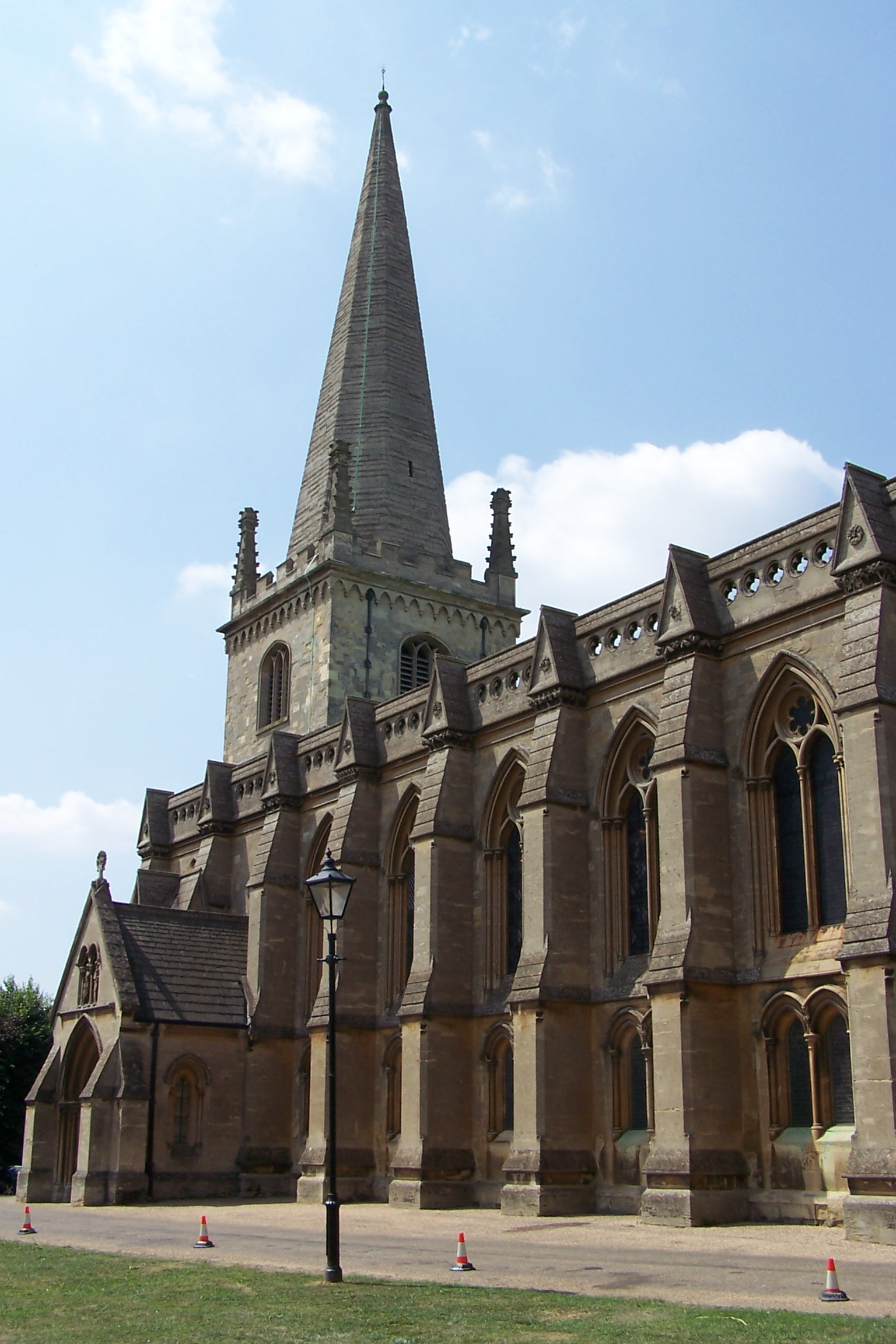
L'église Saint-Pierre et Saint-Paul de Buckingham, lieu de cérémonie des remises de diplôme.

Une variété de prix sont décernés à la remise des diplômes qui permettent à l'université de reconnaître l'excellence académique et la contribution des étudiants individuels à l'université dans son ensemble.
- La médaille Edgar Palamountain pour l'excellence. En 1993, une médaille d'or solide, la médaille Edgar Palamountain Medal For Excellence, a été instituée à la mémoire d'Edgar Palamountain, président du Conseil de Buckingham de 1979 à 1984. Le prix est décerné chaque année aux étudiants de premier cycle qui sont jugés « premiers parmi les égaux ».
- Le prix Finito. Institué en 2024, une scelle sera faite chaque année pour le diplômé qui est jugé avoir obtenu la meilleure performance globale de l'année.
- Le prix G-Volution pour la distinction académique. Ce prix est décerné pour ses performances académiques exceptionnelles au cours des études de premier cycle à Buckingham.
- Le prix du vice-chancelier. Ce prix est décerné au seul étudiant qui, de l'avis du vice-chancelier, a apporté la contribution la plus remarquable à la vie de l'Université.

## Composantes et organisation

### Écoles et départements
L'université est organisée en 8 écoles :
- École de droit
- École de sciences humaines et des sciences sociales
- École de commerce
- École de médecine
- École d'informatique
- École d'éducation
- École de psychologie
- École de médecine post-doctorale et des professions paramédicales

### Recherche et enseignements
- L'Institut de recherche en sciences humaines. Fondé en 2008, l'Institut de recherche en sciences humaines de l'Université de Buckingham existe pour réunir des chercheurs de renommée internationale travaillant dans le domaine des sciences humaines, pour soutenir leur recherche et pour les impliquer dans la vie de l'université[15]. Les boursiers et les professeurs invités de l'Institut sont issus d'une grande variété de disciplines, mais ont des concentrations notables dans les domaines de l'histoire militaire et des études de sécurité, de l'histoire politique, de l'histoire de l'art et de la connaissance, et de la littérature et de l'histoire sociale du XIXe siècle.
- L'Institut de recherche biomédicale et en biosciences. Fondé en 1986, l'Institut de recherche biomédicale et en biosciences est basé au sein du laboratoire Clore. Il a été créé par le professeur Anne Beloff-Chain, épouse du lauréat du prix Nobel Ernst Boris Chain, avec des fonds de la Fondation Clore[16].
- Le Centre de recherche sur l'éducation et l'emploi (CEER). Dirigé depuis sa création par le professeur Alan Smithers, le Centre de recherche sur l'éducation et l'emploi vise à s'adresser à ceux qui rendent l'éducation possible - les décideurs et les praticiens. Ses conclusions sont publiées dans des livres, des rapports et des articles[17].
- Le Centre de recherche sur l'acquisition d'expertise, la formation et l'excellence (CREATE). CREATE est un centre de recherche au sein de l'École de psychologie de l'université de Buckingham. Le centre de recherche collabore avec un certain nombre de contacts externes dans les domaines de la performance (tels que les conservatoires de musique, les écoles de danse et les chercheurs en créativité / performance), ainsi qu'avec les autres écoles de l'université de Buckingham[18].
- Le Centre d'astrobiologie de Buckingham (BCAB). Le Buckingham Centre for Astrobiology (BCAB) a été affilié à l'Université de Buckingham en août 2011. Le nouveau centre est la suite du programme de recherche pionnier mené entre 2000 et 2010 au Centre universitaire d'astrobiologie de Cardiff (CCAB) sous la direction du professeur Chandra Wickramasinghe[19]. Avec Fred Hoyle, ils remettent au goût du jour la théorie de la panspermie, c'est-à-dire l'hypothèse que la poussière cosmique présente dans l'espace interstellaire et dans les comètes est partiellement organique et que la vie évolue à partir de cette source plutôt que depuis la soupe primitive.

### Clubs et sociétés
Quelques-uns des sociétés et clubs les plus anciens et les plus connus de l'université sont :

## Réputation
- L'université de Buckingham est pionnière du modèle d'enseignement privé : fondée en 1973, l'université de Buckingham est la première université privée du Royaume-Uni depuis des siècles. Ce statut de pionnière dans l'enseignement supérieur privé lui confère une certaine notoriété.
- Approche académique alternative : l'université est réputée pour son approche académique alternative, offrant des programmes d'études plus flexibles et axés sur les besoins individuels des étudiants.
- Petite taille des classes : en raison de sa taille relativement petite, l'université peut offrir des classes plus petites et une interaction plus personnalisée entre les étudiants et les professeurs, ce qui est souvent apprécié pour la qualité de l'apprentissage.
- Engagement envers l'excellence académique : bien que petite, l'université de Buckingham est souvent louée pour son engagement envers l'excellence académique et la qualité de l'enseignement depuis quelques années.
- Réputation dans certains domaines spécifiques : Elle peut également être bien considérée dans certains domaines académiques spécifiques, en fonction des programmes offerts et des recherches menées par ses départements.
- Une existence récente : en raison de sa fondation récente par rapport aux autres universités britanniques et de son statut d'université privée en prenant comme modèle les universités américaines, l'université de Buckingham se développe progressivement et a encore parfois du mal à se positionner comme université de premier rang. Cependant, depuis quelques années, les anciens étudiants de l'université parviennent à se hisser dans des postes à responsabilité et permettent d'assoir la notoriété de l'institution[20].

## Classements
- L'université de Buckingham a obtenu une cote SILVER dans le cadre d'excellence pédagogique (TEF) pour 2023. Cela signifie que l'expérience et les résultats des étudiants sont généralement de très haute qualité, avec des caractéristiques exceptionnelles, selon l'Office for Students (OfS), qui organise le TEF[21].

- L'université de Buckingham a reçu l'approbation de qualité QAA (The Quality Assurance Agency for Higher Education), en lien avec le bureau britannique des évaluations, pour avoir satisfait et dépassé les attentes du Royaume-Uni en matière de qualité et de normes dans son examen QAA[22].

Classement 2024 de The complete university guide:
- L'université de Buckingham est classée 127e à l'échelle nationale dans le classement général.
- L'université de Buckingham est classée 68e à l'échelle nationale pour sa sélectivité d'entrée de ses étudiants.
- L'université de Buckingham est classée 27e à l'échelle nationale pour la satisfaction de ses étudiants.
- L'université de Buckingham est classée 96e à l'échelle nationale pour l'investissement informatique et des ressources universitaires.
- L'université de Buckingham est classée 96e à l'échelle nationale pour l'investissement des infrastructures sportives, de santé.
- L'université de Buckingham est classée 78e à l'échelle nationale pour la poursuite des études des étudiants après leur première année (92%).
- L'université de Buckingham est classée 71e à l'échelle nationale pour le ratio employés de l'université-étudiants.
- L'université de Buckingham est classée 63e à l'échelle nationale pour le succès professionnel des étudiants après leur diplôme.
- L'université de Buckingham est classée 70e à l'échelle nationale pour la correspondance des attentes des étudiants entre leurs études et leurs carrières.
- L'université de Buckingham est classée 32e à l'échelle nationale pour sa réputation en médecine.
- L'université de Buckingham est classée 77e à l'échelle nationale pour sa réputation en finance.
- L'université de Buckingham est classée 78e à l'échelle nationale pour sa réputation en économie.
- L'université de Buckingham est classée 84e à l'échelle nationale pour sa réputation en management.
- L'université de Buckingham est classée 100e à l'échelle nationale pour sa réputation en psychologie.
- L'université de Buckingham est classée 101e à l'échelle nationale pour sa réputation en droit.
- L'université de Buckingham est classée 101e à l'échelle nationale pour sa réputation en science informatique.

## Personnalités liées à Birkbeck

### Alumnis

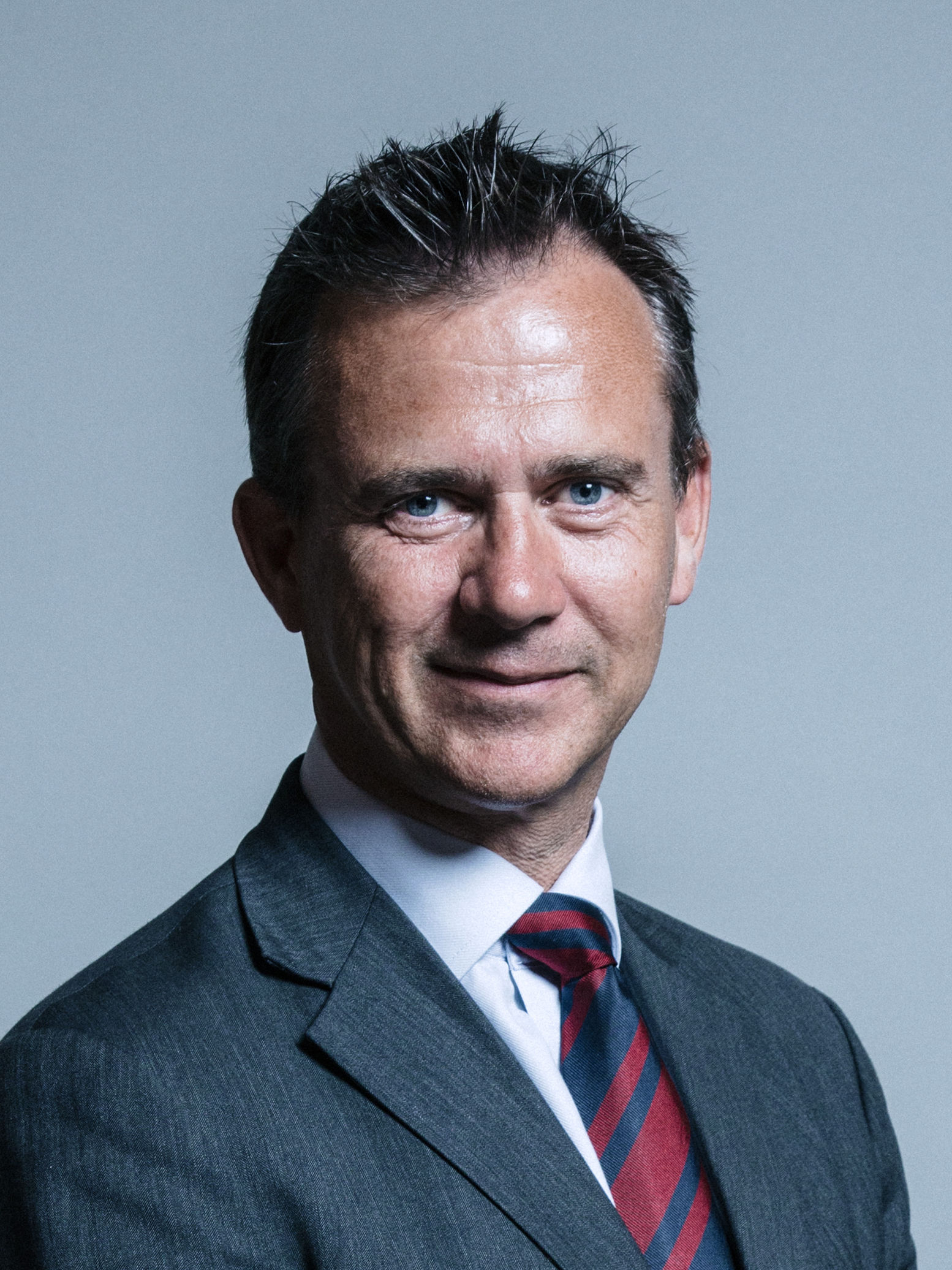
Mark Lancaster, baron Lancaster de Kimbolton, membre du Parti conservateur (Royaume-Uni) du Parlement du Royaume-Uni de Milton Keynes North, ministre d'État aux Forces armées, Lord commissaire du Trésor, a obtenu une licence en études commerciales, ainsi qu'un doctorat honorifique de l'Université de Buckingham en 2008[24].
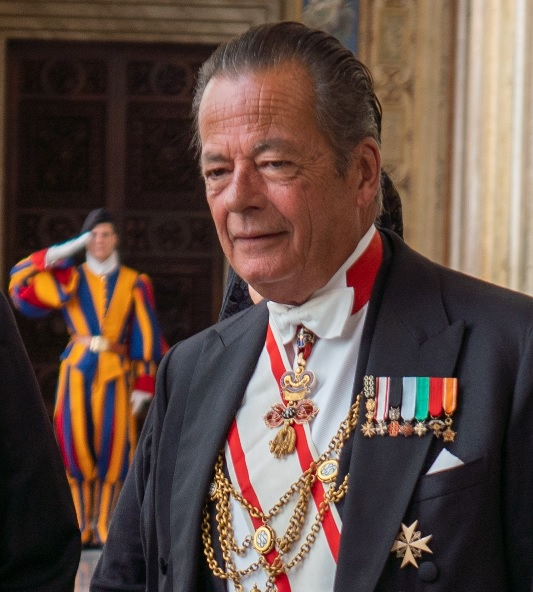
Mariano Hugo de Windisch-Graetz, prince de Windisch-Graetz, Chef de la branche cadette de la maison de Windisch-Graetz, homme d'affaires et diplomate germano-italien, a obtenu en 1975 un diplôme en philosophie, économie et sciences politiques.
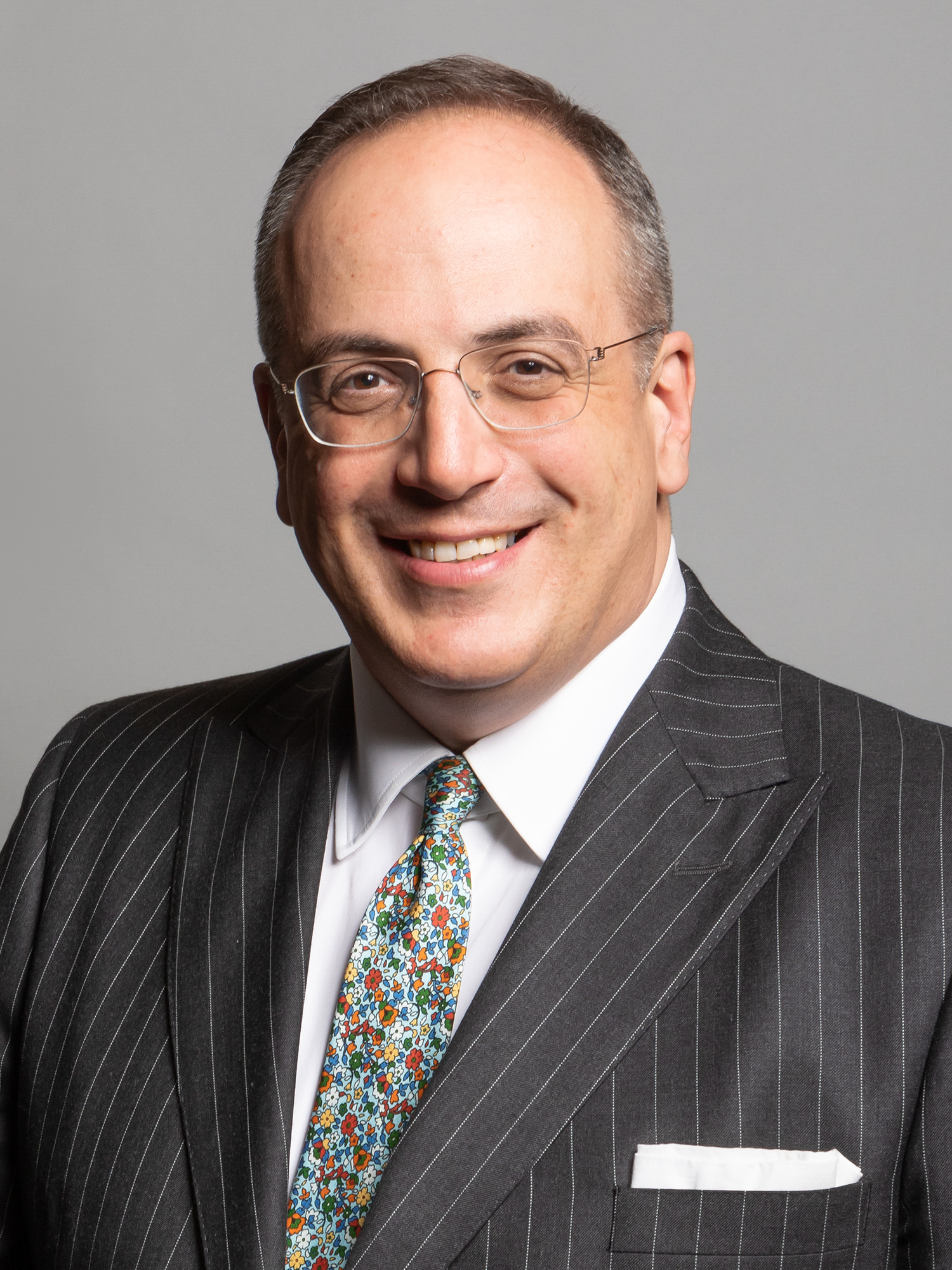
Michael Ellis (homme politique britannique), membre du Parti conservateur (Royaume-Uni) du Parlement du Royaume-Uni de Northampton Nord depuis 2010, leader adjoint de la Chambre des communes, sous-secrétaire d'État, ministre d'État aux transports, a obtenu un diplôme de droit avec mention très bien en 1993.
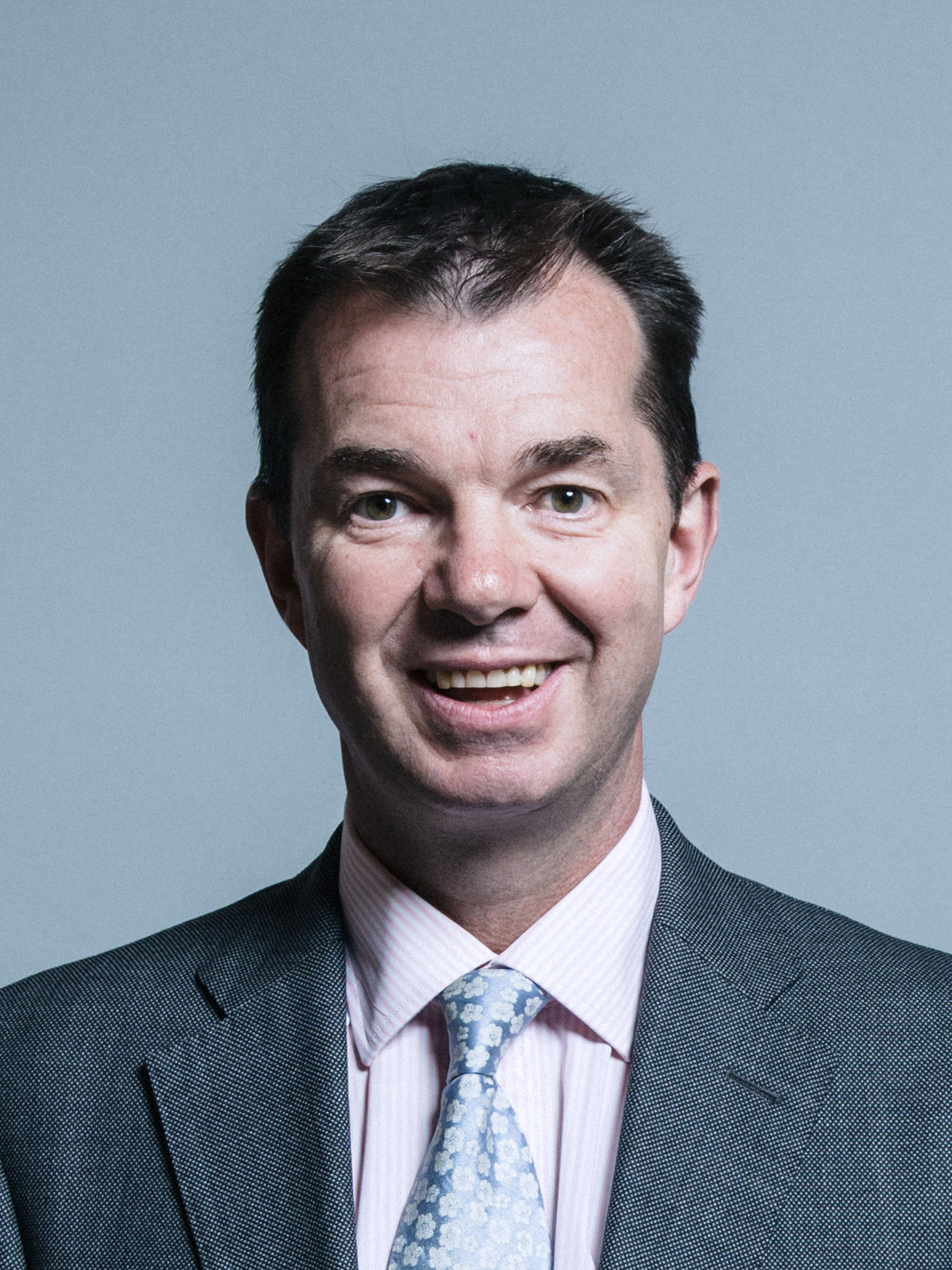
Guy Opperman, membre du Parti conservateur (Royaume-Uni) du Parlement du Royaume-Uni de Hexham, sous-secrétaire d'État parlementaire aux Routes et aux Transports locaux, ministre d'État à l'Emploi, est titulaire d'une licence en droit de l'université de Buckingham[25].
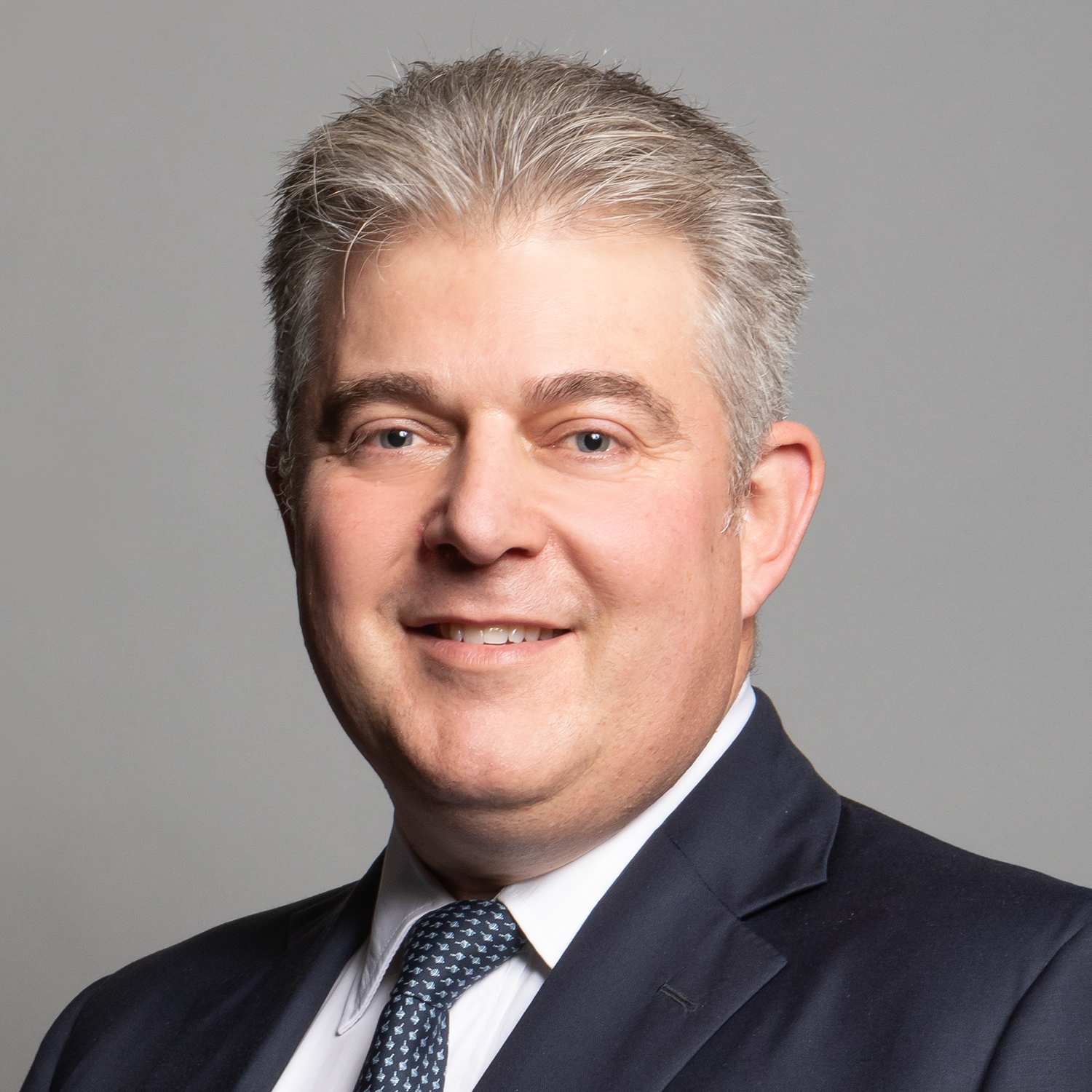
Brandon Lewis, Président du Parti conservateur, membre du Parti conservateur (Royaume-Uni) du Parlement du Royaume-Uni de Great Yarmouth (circonscription britannique), Ministre d'État à la Sécurité, est titulaire d'une licence en économie et d'une licence en droit de l'université de Buckingham.
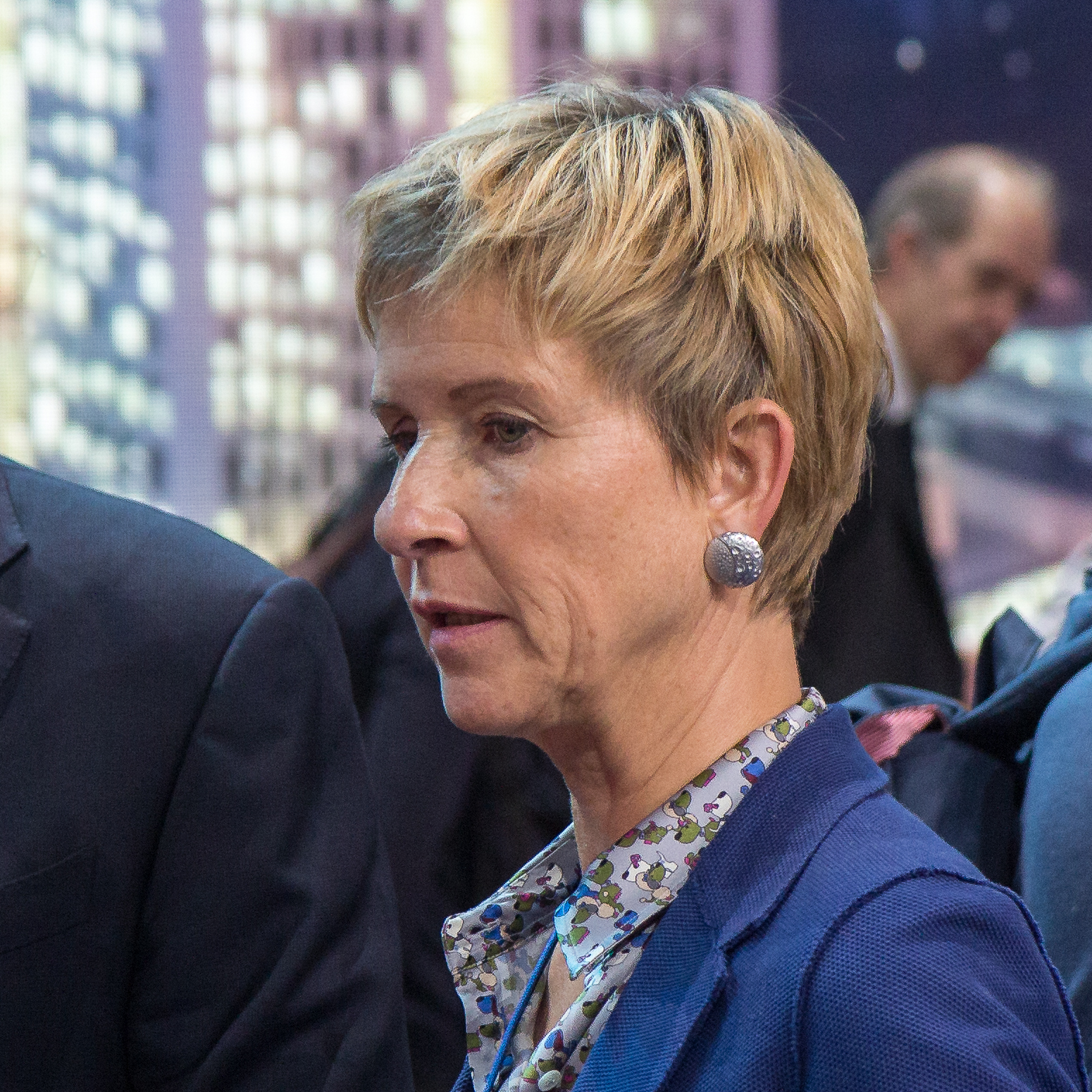
Susanne Klatten, milliardaire et héritière de BMW, a obtenu une licence en études commerciales.
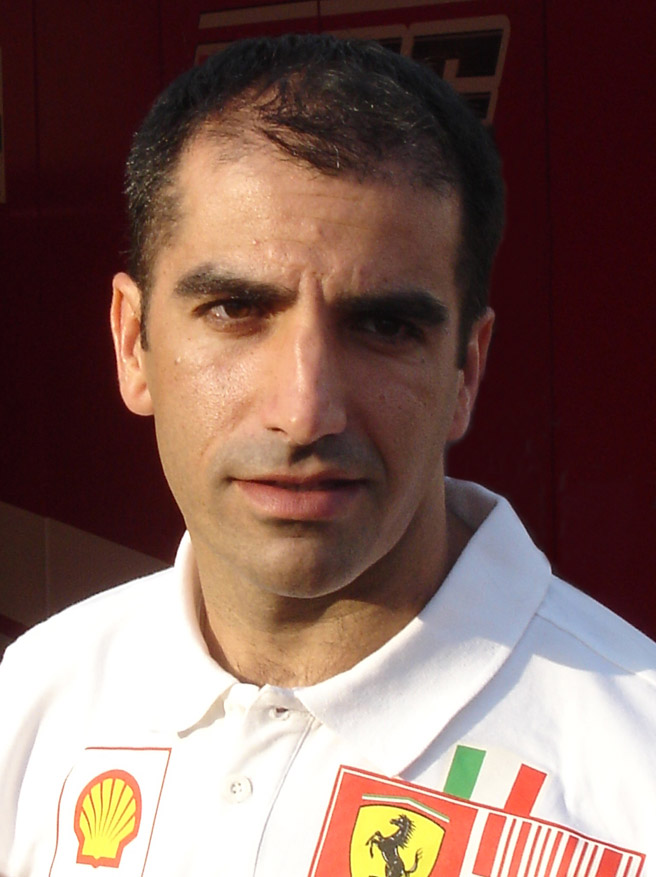
Marc Gené i Guerrero, pilote automobile, est titulaire d'un diplôme d'économie et d'un master à Buckingham.
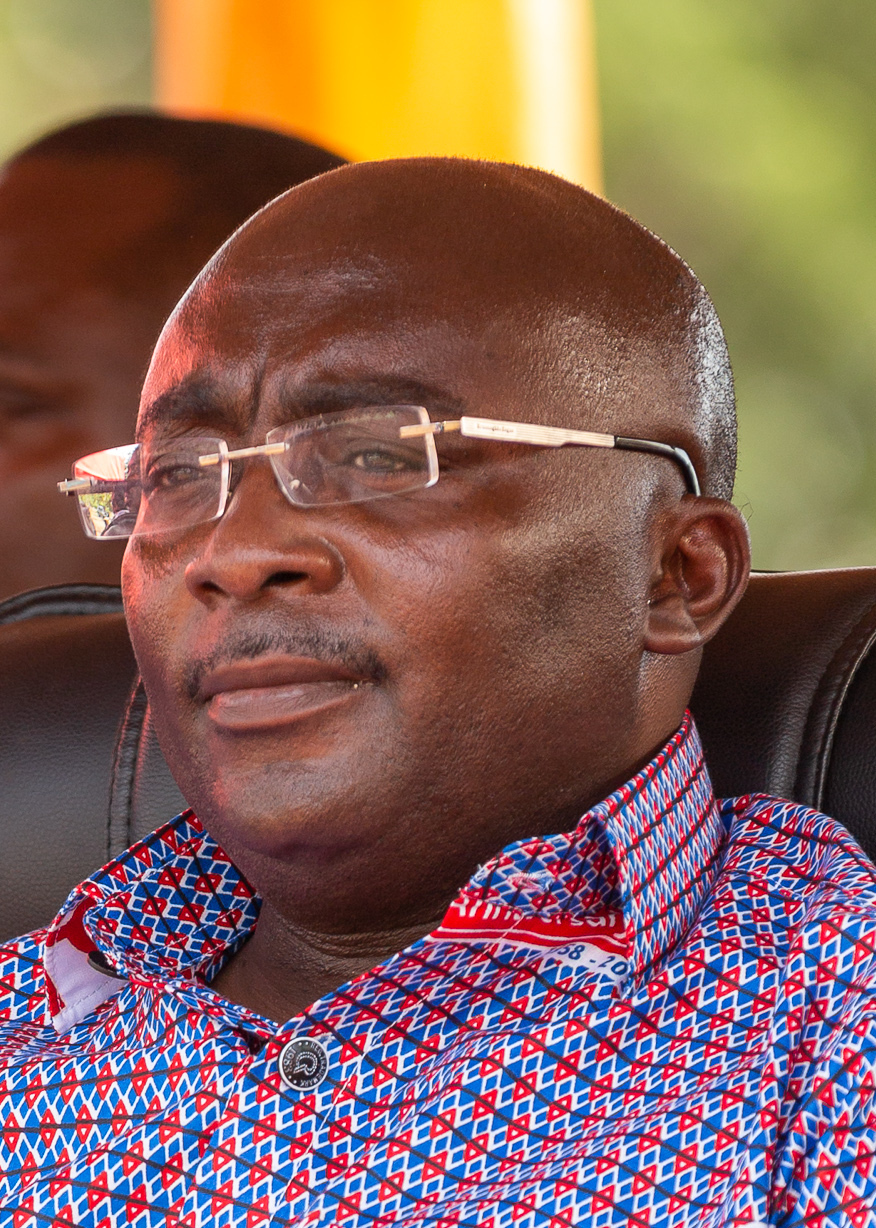
Mahamudu Bawumia, 7e vice-président du Ghana, a obtenu en 1987 un diplôme en économie.
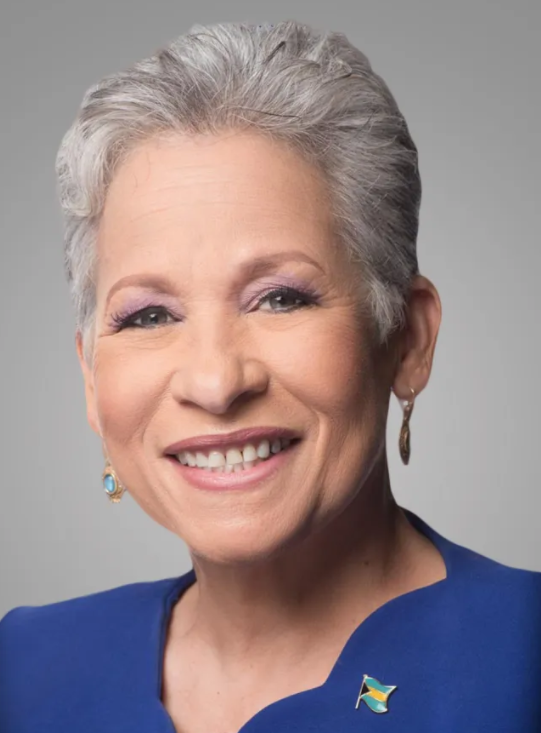
Glenys Margaret Elaine Hanna-Martin, membre du parlement des Bahamas, ministre de l'Éducation, ministre du Tourisme et de l'Aviation, a obtenu une licence en droit en 1985.
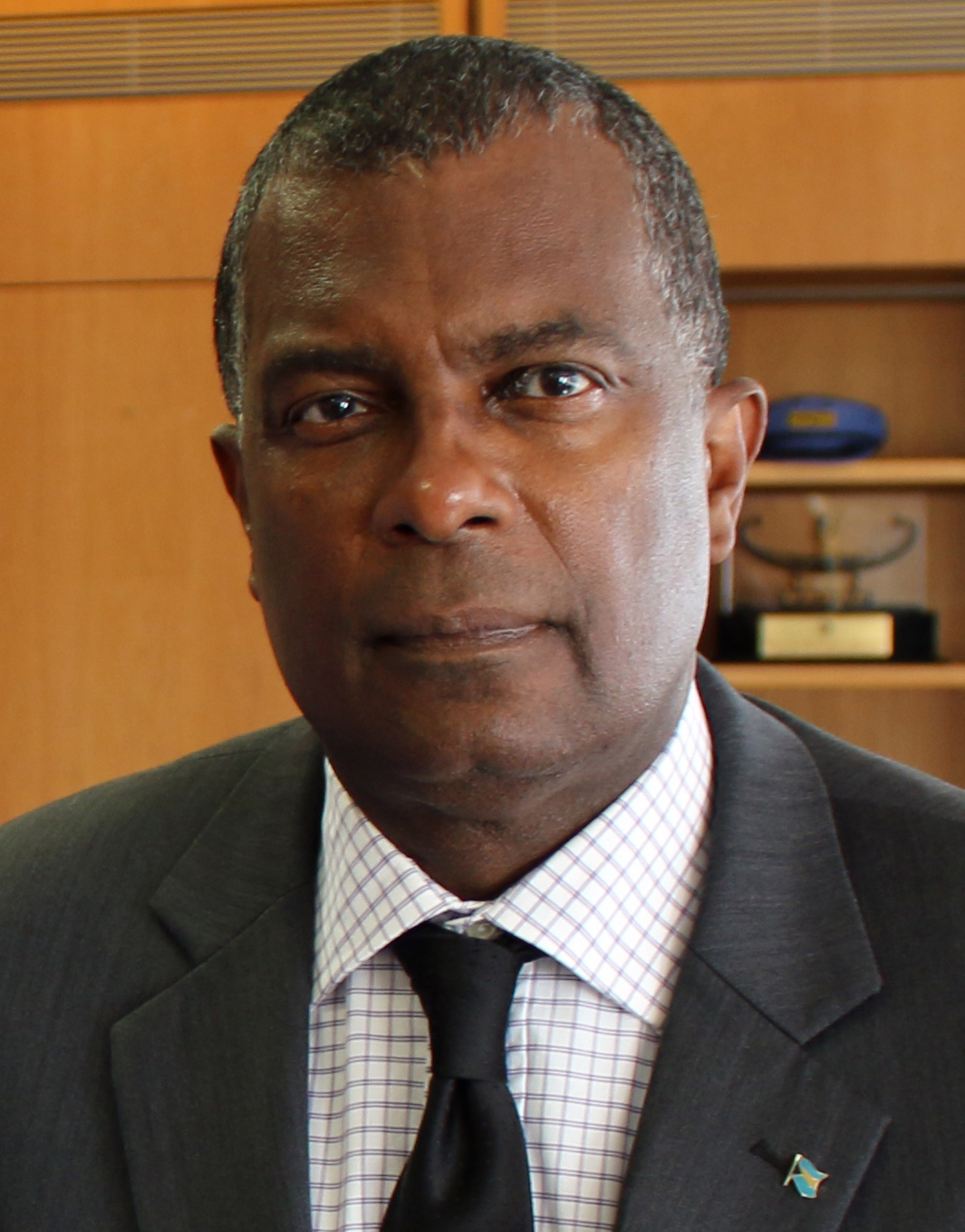
Fred Mitchell, ministre des Affaires étrangères des Bahamas, est titulaire d'une licence en droit.

Suzanne Jambo, la première femme candidate à la présidence au Soudan du Sud, en 2018, a obtenu un diplôme en droit public à Buckingham.

### Enseignants
- Eric Kaufmann (1970), écrivain et professeur en science politique.
- Mark Blaug (1927–2011), économiste.
- Nicolaus Tideman (born 1943), économiste.
- Simon Sebag Montefiore, professeur en sciences humaines.
- Saul David, historien militaire.
- Anthony O'Hear, professeur en philosophie.
- Anthony Seldon, professeur, historien et vice-chancelier de l'université de Buckingham (2015–2020).
- Norman P. Barry (1944–2008), philosophe politique[27]
- Anne Beloff-Chain (1921–1991), biochemist[28]
- Bruce Charlton, professeur en médecine théorique.
- Olufemi Elias, intervenant en droit.
- Robert Garner, chercheur en politique.
- John Jewkes  (1902–1988), économiste.
- Geraint Jones, doyen de l'école de l'Education (2014–2018).
- Terence Kealey (born 1952), ancien vice-chancelier.
- Andrew George Lehmann (1922–2006), professeur en études européennes.
- Ram Mudambi, intervenant en business strategy.
- Dennis O'Keeffe (1939–2014), professeur en science social.
- Sir Alan Peacock (1922–2014), économiste.
- Robert A. Pearce (born 1951), professeur en droit (1990–2003).
- Chris Woodhead (1946–2015), professeur en éducation.
- Sir David Yardley (1929–2014), professeur en droit de la Rank Foundation 1980–1982.
- Susanna Avery-Quash, historien de l'art.
- Hugh Belsey, historien de l'art.
- Lloyd Clark, historien militaire.
- John M. L. Drew, professeur de littérature anglaise.
- Gert-Rudolf Flick, professeur de l'histoire de l'art.
- Julian Morris, professeur d'économie.
- Jane Ridley, professeur d'histoire moderne.
- Karol Sikora, professeur de médecine.
- Alan Smithers, directeur du centre de l'éducation et de la recherche d'emploi.
- James Tooley, vice-chancelier de l'université de Buckingham.